# Roger Abbott
Roger Abbott (10. juli 1946 i Birkenhead, England – 26. marts 2011) var en canadisk komiker. 
Da Abbott var syv år gammel, flyttede han og familien til Montreal, Canada. Abbott havde i næsten tretti år lang karriere i canadisk radio og fjernsyn. Abbott blev diagnosticeret med den Progressive sygdom kronisk lymfatisk leukæmi i 1997, men det var kun hans familie og gode venner som fik det at vide. Efter en fjorten år lang kamp døde Abbott af leukæmi den 26. marts 2011 mens han var indlagt ved Toronto General Hospital, i en alder af 64 år. 